# Rešetar
Rešetar falu Horvátországban Lika-Zengg megyében. Közigazgatásilag Plitvička Jezerához tartozik.

## Fekvése
Otocsántól légvonalban 37 km-re, közúton 66 km-re keletre, községközpontjától Korenicától légvonalban 17 km-re közúton 24 km-re északra, az 1-es számú főúttól és a Plitvicei Nemzeti Parktól keletre, a bosnyák határ közelében fekszik.

## Története
1857-ben 768, 1910-ben 851 lakosa volt. Lakói többségükben szerbek voltak, akik a petrovoseloi parókiához tartoztak. A trianoni békeszerződés előtt Lika-Korbava vármegye Korenicai járásához tartozott. Ezt követően előbb a Szerb-Horvát-Szlovén Királyság, majd Jugoszlávia része lett. 1991-ben lakosságának 86 százaléka szerb, 13 százalék horvát nemzetiségű volt. 1991-ben a független Horvátország része lett, de szerb lakossága még az évben Krajinai Szerb Köztársasághoz csatlakozott. A horvát hadsereg 1995. augusztus 6-án a Vihar hadművelet keretében foglalta vissza a község területét. Szerb lakói nagyrészt elmenekültek. A falunak 2011-ben mindössze 44 lakosa volt.

## Lakosság
| Lakosság változása | Lakosság változása | Lakosság változása | Lakosság változása | Lakosság változása | Lakosság változása | Lakosság változása | Lakosság változása | Lakosság változása | Lakosság változása | Lakosság változása | Lakosság változása | Lakosság változása | Lakosság változása | Lakosság változása | Lakosság változása |
| ------------------ | ------------------ | ------------------ | ------------------ | ------------------ | ------------------ | ------------------ | ------------------ | ------------------ | ------------------ | ------------------ | ------------------ | ------------------ | ------------------ | ------------------ | ------------------ |
| 1857               | 1869               | 1880               | 1890               | 1900               | 1910               | 1921               | 1931               | 1948               | 1953               | 1961               | 1971               | 1981               | 1991               | 2001               | 2011               |
| 768                | 926                | 839                | 800                | 898                | 851                | 760                | 713                | 273                | 312                | 312                | 301                | 200                | 190                | 33                 | 44                 |

(1857-től 1880-ig Donji Vaganaccal és Zaklopačával, 1931-ben Zaklopačával együtt.)